# Alcaudete (kommunhuvudort)
Alcaudete är en kommunhuvudort i Spanien.   Den ligger i provinsen Provincia de Jaén och regionen Andalusien, i den södra delen av landet, 300 km söder om huvudstaden Madrid. Alcaudete ligger 672 meter över havet och antalet invånare är 11 135.
Terrängen runt Alcaudete är kuperad åt sydost, men åt nordväst är den platt. Terrängen runt Alcaudete sluttar västerut.Runt Alcaudete är det ganska glesbefolkat, med 45 invånare per kvadratkilometer. Närmaste större samhälle är Martos, 17,4 km nordost om Alcaudete. Trakten runt Alcaudete består till största delen av jordbruksmark.